# Леванто
Леванто (італ. Levanto, ліг. Levanto) — муніципалітет в Італії, у регіоні Лігурія, провінція Спеція.
Леванто розташоване на відстані близько 350 км на північний захід від Рима, 65 км на південний схід від Генуї, 18 км на північний захід від Спеції.
Населення — 5550 осіб (2014).
Щорічний фестиваль відбувається 30 листопада. Покровитель — Андрій Первозваний.

## Демографія
Населення за роками:

Станом на 1 січня 2023 року в муніципалітеті офіційно проживав 281 іноземець з 37 країн, серед них 128 громадян країн Євросоюзу та 11 громадян України.

## Сусідні муніципалітети
- Бонассола
- Боргетто-ді-Вара
- Карродано
- Фрамура
- Монтероссо-аль-Маре
- Піньоне